# Colonia General Felipe Ángeles
Colonia General Felipe Ángeles är en ort i Mexiko.   Den ligger i kommunen Ixmiquilpan och delstaten Hidalgo, i den sydöstra delen av landet, 120 km norr om huvudstaden Mexico City. Colonia General Felipe Ángeles ligger 1 770 meter över havet och antalet invånare är 968.
Terrängen runt Colonia General Felipe Ángeles är kuperad åt sydväst, men åt nordost är den platt. Runt Colonia General Felipe Ángeles är det ganska tätbefolkat, med 96 invånare per kvadratkilometer. Närmaste större samhälle är Ixmiquilpan, 3,2 km sydväst om Colonia General Felipe Ángeles. Trakten runt Colonia General Felipe Ángeles består till största delen av jordbruksmark.